# 周养浩
周养浩（1910年—1990年），中華民國政治人物，陸軍少將。

## 生平
周養浩出生于浙江省江山，上海法学院法律系毕业，1933年加入复兴社特务处，后改为军事委员会调查统计局，先后担任过息烽监狱主任，重庆卫戍总司令部保防处处长，保密局西南特区副区长。1949年到贵阳哄骗杨虎城将军说蒋介石要见他，将杨接到重庆杀害。同年12月，在昆明等待飛往台灣之時，因被俘投共的沈醉之供，而被卢汉的云南部队逮捕，1956年转到北京关押。
在关押期间，因怀疑沈醉交代自己的问题，几乎要用板凳杀死沈醉，他举止斯文但心狠手毒，绰号为“书生杀手”。
1975年他作为最后一批被释放的战犯，由于当时允许他们去任何地方并发路费，他和其他共10人要求到台湾和家人团聚，在香港滞留140天没有获得台北方面的允许。其中1人自杀，3人回大陆，2人留香港，周和其他3人去美国投亲。曾有台湾记者采访周养浩，周养浩表示自己能与家人团聚要归功于“毛主席、共产党的伟大政策”。1990年在美国去世，死后中国驻旧金山总领事馆送了花圈。